# Cmentarz żydowski w Piaskach (powiat gostyński)
Cmentarz żydowski w Piaskach – kirkut znajdował się na rogu ulic Słowackiego i Piaskowej w Piaskach. Zajmował teren 0,91 ha. Po dawnym cmentarzu brak jakiegokolwiek śladu. Obecnie na terenie kirkutu stoją budynki mieszkalne.